# 2005 у Миколаєві
| Роки в Миколаєві ← • 2001 • 2002 • 2003 • 2004 • 2005 • 2006 • 2007 • 2008 • 2009 • 2010 • 2011 • 2012 • 2013 • 2014 • 2015 • 2016 • 2017 • 2018 • 2019 • 2020 • 2021 • 2022 • 2023 • 2024 → |

2005 у Миколаєві — список важливих подій, що відбулись у 2005 році в Миколаєві. Також подано перелік відомих осіб, пов'язаних з містом, що народились або померли цього року, отримали почесні звання від міста.

## Населення
Чисельність наявного населення Миколаєва на кінець 2005 року склала 508,4 тис. осіб.

## Події
- Відкрилась Мала сцена Миколаївського національного академічного українського театру драми і музичної комедії, який того ж року став лауреатом Всеукраїнського конкурсу якості товарів і послуг «100 найкращих товарів»[2].
- 29 жовтня миколаївський футбольний клуб «Миколаїв» провів проти команди «Кривбас-2» (Кривий Ріг) 500-й матч у чемпіонаті України (3:1).

### Засновані
- Миколаївський окружний адміністративний суд.
- футбольний клуб «Варварівка».

## Пам'ятки

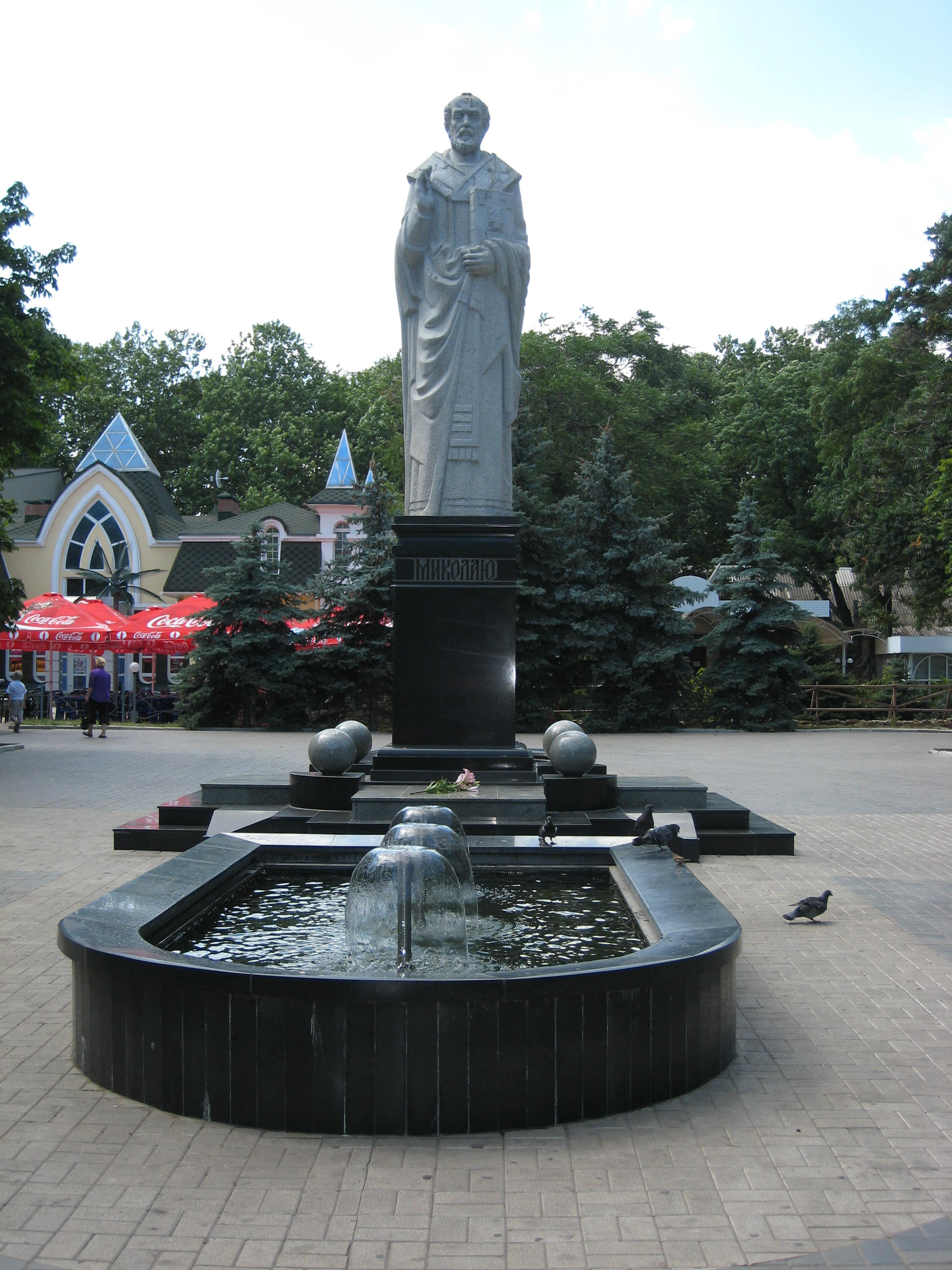
Пам'ятник Святому Миколі

- 26 серпня відбулося відкриття меморіальної дошки на згадку про ректора Національного університету кораблебудування ім. Макарова, академіка Віктора (Христофора) Михайловича Бузніка на фасаді будинку по вулиці Адмірала Макарова, 34, де вчений прожив з 1951 до 1968 рр.[3].
- 17 вересня у Каштановому сквері на вулиці Соборній (тоді — вулиця Радянська) до 215-ї річниці міста відкритий пам'ятник Святому Миколі — святому заступнику міста.

## Особи

### Очільники
- Міський голова — Володимир Чайка.

### Почесні громадяни
- Крісенко Віктор Іванович — провідний інженер-конструктор, керівник конструкторського бюро НВО «Машпроект», відзначений знаком «Винахідник СРСР», депутат Миколаївської міської ради 3-х скликань.
- Гунченко Василь Кузьмич — головний лікар міської лікарні № 4, заслужений лікар України.

### Городянин рокуі «Людина року»
- Агафонов Валерій Олексійович — номінація «Промисловість».
- Бондаренко Андрій Володимирович — номінація «Фізкультура і спорт».
- Бондаренко Олександр Володимирович — номінація «Фізкультура і спорт».
- Булавицький Іван Якович — номінація «Мистецтво».
- Глущенко Владислав Валерійович — номінація «Фізкультура і спорт».
- Дюмін Анатолій Григорович — номінація «Меценат року».
- Ільїн Олексій Олексійович — номінація «Середня школа і дошкільна освіта».
- Кравченко Микола Антонович — номінація «Культура».
- Мельник Адам Мефодійович — номінація «Підприємництво».
- Перунов Андрій Вікторович — номінація «Фізкультура і спорт».
- Пєхота Олена Миколаївна — номінація «Наука і вища школа».
- Подольський Леонід Наумович — номінація «Соціальний проект року».
- Романчук Микола Павлович — номінація «Прорив у суднобудуванні».
- Хоржевська (Савицька) Інга Едуардівна — номінація «Засоби масової інформації».
- Хоменко Михайло Гаврилович — номінація «Благодійність».
- Хотін Олександр Якович — номінація «Охорона здоров'я».
- Людина року — Вадатурський Олексій Опанасович.

### Народились
- Середа Олексій Вікторович (25 грудня 2005, Миколаїв) — український стрибун у воду, наймолодший чемпіон Європи (13 років).
- Байло Ксенія Олегівна (25 лютого 2005, Миколаїв) — українська стрибунка у воду, чемпіонка Європи у міксті.

### Померли
- Іванов Федір Антонович (6 квітня 1940, Стара Богданівка, Миколаївський район, Миколаївська область — 27 лютого 2005, Парутине, Очаківський район, Миколаївська область) — організатор сільськогосподарського виробництва в Україні, почесний член УААН (Відділення регіональних центрів наукового забезпечення агропромисового виробництва, 12.1999); сільськогосподарське товариство «Ольвія», голова правління; депутат Миколаївської обласної ради, Герой України.
- Єршов Аркадій Віталійович (21 травня 1936, Вознесенськ — 21 травня 2005) — український державний діяч, народний депутат України 1-го скликання, міністр соціального захисту населення України.
- Январьов Еміль Ізраїльович (30 січня 1931, Миколаїв — 5 жовтня 2005, Миколаїв) — український російськомовний поет, журналіст, педагог, громадський діяч. Почесний громадянин Миколаєва.
- Бубер Леонід Ілліч (19 грудня 1916, Миколаїв — 7 вересня 2005, Москва) — лейтенант, командир роти 212-го стрілецького полку 49-ї стрілецької дивізії 13-й армії Північно-Західного фронту. Учасник радянсько-фінляндської та німецько-радянської війни, Герой Радянського Союзу.